# Hans Pfitzner
Hans Pfitzner (Moscú, 5 de mayo de 1869-Salzburgo, 22 de mayo de 1949) fue un compositor y director de orquesta alemán.
De influencia wagneriana, su ópera Palestrina es considerada su obra maestra. A pesar de ser apreciada por intelectuales como Thomas Mann en su época, ha caído en el olvido del repertorio operístico y actualmente apenas se representa en los principales teatros de ópera del mundo como consecuencia de las enormes dificultades que representa su ejecución por el gran número de cantantes que solicita.

## Biografía

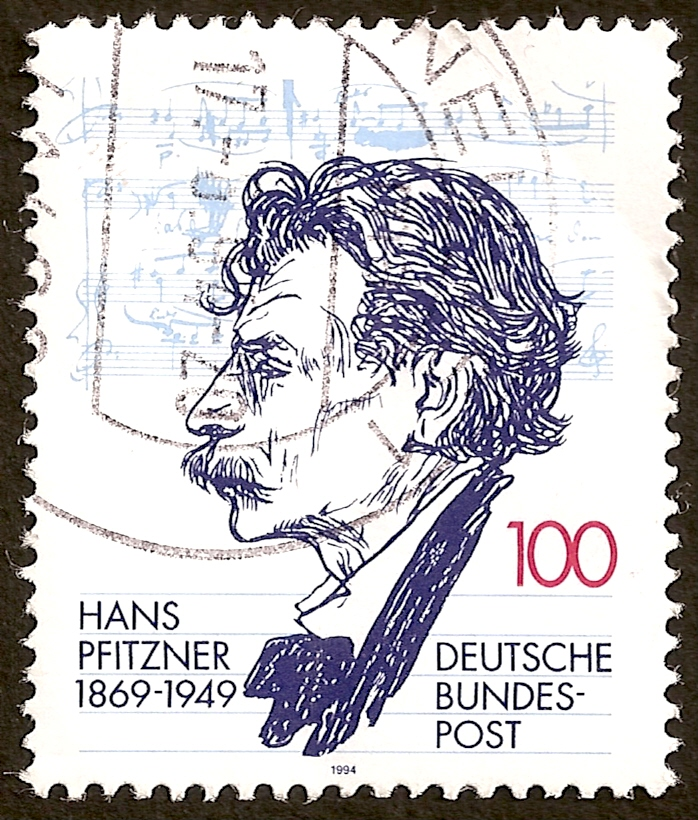
Imagen de Hans Pfitzner en un sello de correos alemán (1994).

Nacido en Moscú, Rusia, Pfitzner pasó la mayor parte de su vida en Alemania, trabajando como director, pianista y profesor además de compositor. Pfitzner era hijo de un violinista profesional y desde muy joven recibió lecciones de su padre. La familia se mudó a Fráncfort del Meno en 1872. Sus primeras piezas fueron compuestas a la edad de 11 años, y en 1884 escribió sus primeras canciones. De 1886 a 1890 estudió composición con Iwan Knorr y piano con James Kwast en el Conservatorio Superior de Fráncfort del Meno. Enseñó en el Conservarorio de Coblenza de 1892 a 1893. En 1894 fue nombrado director de orquesta en el Teatro Estatal de Maguncia, donde trabajó un par de meses. En 1908 fue nombrado Director de la ópera y del conservatorio en Estrasburgo.
Su propia música - que incluye piezas de todos los principales géneros excepto el poema sinfónico - fue respetada por contemporáneos como Gustav Mahler y Richard Strauss, aunque ninguno se interesó demasiado por culpa de los desagradables modales de Pfitzner. Alma Mahler lo correspondió con desprecio a la adoración que sentía por ella a pesar de compartir su idealismo musical. Esto se revela en las cartas que ella escribió a la mujer de Alban Berg.

Notables son los numerosos y delicados Lieder escritos por Pfitzner, con influencias de Hugo Wolf, aunque con su propio encanto, algo melancólico (Varios de ellos fueron grabados en la década de 1930 por el distinguido barítono Gerhard Hüsch, con el compositor al piano).
Su primera sinfonía - la Sinfonía en Do sostenido menor - sufrió una extraña génesis: no fue concebida en absoluto en términos orquestales, sino como la revisión de un cuarteto de cuerda.
En 1895, Richard Bruno Heydrich cantó en el estreno el papel que da título a la primera ópera de Hans Pfitzner, "Der Arme Heinrich" (El pobre Enrique).

El opus magnum de Pfitzner fue la ópera Palestrina, estrenada en Múnich el 12 de junio de 1917 bajo la batuta de Bruno Walter. El día anterior a su muerte, en 1962, Walter dictó su última carta, que terminaba: "a pesar de todos las oscuras experiencias de estos días, continúo confiando en que Palestrina permanecerá. La obra tiene todos los ingredientes de la inmortalidad".
Célebre es su panfleto "Futuristengefahr" (El peligro de los Futuristas) escrito por Pfitzner como respuesta al escrito de Ferruccio Busoni titulado "Borrador para una Nueva Estética de la Música. "Busoni", se quejaba Pfitzner, "cifra todas sus esperanzas para la música occidental en el futuro, y entiende el presente y el pasado como un titubeante principio, como la preparación. Pero ¿y si fuera de otro modo? ¿Y si nos encontráramos ahora en el punto álgido, o incluso si ya lo hubiéramos pasado de largo?"(Lo que se relaciona también con el debate entre Pfitzner y Paul Bekker).
Pfitzner dedicó su Concierto para violín en Si menor, op. 34 (1923) a la violinista australiana Alma Moodie. Ella lo estrenó en Núremberg el 4 de junio de 1924, bajo la dirección del compositor. Moodie se convirtió en su mayor defensora, y lo ejecutó más de 50 veces en Alemania con directores como Pfitzner, Wilhelm Furtwängler, Hans Knappertsbusch, Hermann Scherchen, Karl Muck, Carl Schuricht, y Fritz Busch. En su momento, el concierto fue considerado la más importante aportación al repertorio del concierto para violín desde el estreno del primer concierto de Max Bruch, aunque a finales del siglo XX y principios del XXI, prácticamente ya no sea tocado.
Conforme dejaba la edad madura y entraba en la vejez, Pfitzner fue volviéndose más nacionalista. Al principio fue considerado con simpatía por importantes figuras del régimen nazi (en particular por Hans Frank, con quien siempre se mantuvo en buenos términos). Pronto cayó en desgracia ante los jefes del tercer Reich que no aprobaban su larga asociación musical con el director de origen judío Bruno Walter. Pfitzner comenzó a tener problemas cuando rehusó obedecer la petición del régimen de escribir una música incidental para "El sueño de una noche de verano" de Shakespeare, que pudiera sustituir a la famosa partitura de Felix Mendelssohn, inaceptable dada la condición de judío de su autor. Pfitzner afirmaba que el original de Mendelssohn era mejor que cualquier cosa que él pudiera ofrecerles para sustituirlo.
Con su casa destruida por la guerra y expulsado de la Academia de Música de Múnich por sus manifestaciones en contra del Nazismo, Pfitzner quedó abandonado, sin hogar y en estado de enfermedad mental. Acabada la guerra, fue rehabilitado, se le otorgó una pensión, se abolió la prohibición de representar sus obras y se le proporcionó una plaza en una residencia para ancianos en Salzburgo, Austria, donde murió. Wilhelm Furtwängler dirigió su Sinfonía en Do mayor en el Festival de Salzburgo con la Filarmónica de Viena en el verano de 1949, justo después de la muerte del compositor.
Tras un largo periodo de olvido, la música de Pfitzner empezó a reaparecer en los teatros de ópera y las salas de conciertos, así como en los estudios de grabación, en los años noventa del siglo XX.
La nómina de prominentes estudiosos de la obra de Hans Pfitzner incluye a Hans Keller y Peter Franklin.

## Alumnos de Hans Pfitzner
- Sem Dresden (1881–1957)
- Ture Rangström (1884–1947)
- Otto Klemperer (1885–1973)
- Heinrich Jacoby (1889–1964)
- Czesław Marek (1891–1985)
- Charles Münch (1891–1968)
- Felix Wolfes (1892–1971)
- Carl Orff (1895–1982)
- Heinrich Sutermeister (1910–1995)

## Grabaciones
Sus obras completas para orquesta han sido grabadas por el director alemán Werner Andreas Albert.